# Tenorbrácsa
A tenorbrácsa a hegedűcsalád (viola da bracciók családja) mára kihalt tagja. Értelemszerűen a vonós hangszerek közé tartozott.
Ha jól megfigyeljük a mai vonósok hangolását, észrevehető, hogy egy kisebb hézag van a brácsa és a cselló hangolása között. Itt helyezkedett el a tenorbrácsa, mivel a 16. századi együttesek felépítése ezt megkövetelte.
Zacconi egyik 1592-ben publikált művében ismer egy F hangolású „tenore di viola da braccio” nevű hangszert, Cerone 1613-ból egy „tenor y alto de las vihuelas de braçio” nevezetűt, Daniel Hizler Newe Musica oder Singkunst című művében egy „Tenor-Geige” nevűt (tenorhegedűt) ismertet. Ezen állítások szerint a hangszer hangolása F-C-G-D'.
Michael Praetorius 1619-ből egy „Baß Viol de Braccio”, Banchieri pedig egy „Primo violino per il basso” nevű hangszerről beszél. A közös bennük, hogy mindkettő G-hangolású (G-D-A-E'), és mindkét leírás szerint az, hogy a tenorbrácsakották (értelemszerűen) tenorkulcsban íródtak.
A vonószenekarok eredetileg tartalmaztak tenorbrácsaszólamot, ám azok általában rendes brácsán is lejátszhatóak voltak.
Lehetséges, hogy ezeket a „basszushangszereket” nem a lábak között használták, hanem brácsaszerűen, a váll alatt. Mindenesetre nagyon esetlen hangszerek lehettek, mert hamar eltűntek.
Ráadásul, mivel méretük nem volt sokkal nagyobb alt társaikénál, nem is nagyon tudjuk beazonosítani őket. Az egyetlen, teljes bizonysággal azonosítható tenorbrácsa Antonio Stradivari 1690-es hangszere.
A tenorbrácsa újjáélesztésére több kísérlet is történt, a legéletképesebb próbálkozás a vállon tartott, brácsaméretű violotta volt (1891). 
Említésre méltó a controviolino, amelynek megalkotója Valentino Zorzi, Firenzében készült, 1900 körül.
Végül, 1962-ben Carleen Hutchins újította fel a tenorbrácsa gondolatát, és tenorhegedű néven jelentősen megnövelt mérettel, de eredeti, a hegedűtől egy oktávval mélyebb (G-D-A-E') hangolással helyezte el hangszerét a hegedűoktettben, annak ötödik tagjaként. Csellótartásban játszanak rajta.

## Weblink
https://web.archive.org/web/20170922151823/http://violino.fr/